# Leptoserolis veaperta
Leptoserolis veaperta är en kräftdjursart som först beskrevs av Moreira 1971.  Leptoserolis veaperta ingår i släktet Leptoserolis och familjen Serolidae. Inga underarter finns listade i Catalogue of Life.